# ジブチ国際空港
ジブチ国際空港（ジブチこくさいくうこう、フランス語: Aéroport international Ambouli、アラビア語: مطار جيبوتي الدولي）とは、ジブチ共和国の首都ジブチにある国際空港。

## 就航航空会社と就航都市
| 航空会社                  | 就航地 |
| ------------------------- | --- |
| エチオピア航空            | ボレ国際空港（アジスアベバ）、アバ・テナ・デジャズマッチ・イルマ国際空港（ディレ・ダワ） |
| ケニア航空                | ジョモ・ケニヤッタ国際空港（ナイロビ） |
| エール・ジブチ            | ボレ国際空港（アジスアベバ）、アバ・テナ・デジャズマッチ・イルマ国際空港（ディレ・ダワ）、アデン・アッデ国際空港（モガディシュ）、ハルゲイサ国際空港（ハルゲイサ）、アデン国際空港（アデン） |
| イエメン航空              | アデン国際空港（アデン） |
| フライドバイ              | ドバイ国際空港（ドバイ） |
| カタール航空              | ハマド国際空港 (ドーハ) |
| ターキッシュ エアラインズ | アデン・アッデ国際空港（モガディシュ）、イスタンブール空港（イスタンブール） |
| エールフランス            | パリ＝シャルル・ド・ゴール空港（パリ） |

## 隣接する軍事施設
- ジブチ
  - ジブチ空軍 ジブチ基地

空軍施設は空港の南西側にある。なお、ジブチ空軍の装備は、セスナなど小型輸送機とアエロスパシアル AS 365といったヘリコプターのみである。

また、滑走路に隣接して、フランス軍、アメリカ軍、自衛隊などの基地がある（航空管制はジブチが行っている）。
- フランス
  - フランス空軍 ジブチ第188空軍基地（フランス語版）

ジブチ駐留フランス軍の空軍基地。
ラルザック第88海外輸送飛行隊とコルシカ3/11戦闘飛行隊が駐留。
・C-160 トランザール輸送機
・アエロスパシアル SA 330 ピューマヘリコプター
・ダッソー ミラージュ 2000
を運用。基地の防空にミストラルを装備する。
- アメリカ合衆国
  - アメリカ軍 キャンプ・レモニエ（旧：フランス外人部隊基地）

「アフリカの角」地域統合任務部隊の司令部及び隷下の陸・海・空軍航空部隊が駐留している。
- 日本
  - ジブチ共和国における自衛隊拠点

自衛隊の派遣海賊対処行動航空隊・派遣海賊対処行動支援隊が派遣されている。
ソマリア沖の海賊対策支援のため、P-3Cを運用している
- イタリア
  - イタリア空軍

EUのアタランタ作戦支援のため、RQ-1 プレデターを運用している。

## 利用者数
- 18万2641人（2004年）